# Coelodictya sjostedti
Coelodictya sjostedti är en insektsart som beskrevs av Jacobi 1910. Coelodictya sjostedti ingår i släktet Coelodictya och familjen lyktstritar. Inga underarter finns listade i Catalogue of Life.